# Los Tarcos Rugby Club
Los Tarcos Rugby Club es un equipo argentino de hockey y  rugby con sede en la ciudad de San Miguel de Tucumán y miembro de la  Asociación Tucumana Amateur de Hockey y la Unión de Rugby de Tucumán. En la actualidad compite en el Torneo Nacional de Clubes A; primera división del rugby argentino.

## Historia
El club fue fundado el 4 de enero de 1955 y usó el parque como terrenos de entrenamiento en un primer momento. Finalmente el 23 de abril de 1986 se inauguró su estadio, que cuenta con una capacidad para más de 5000 espectadores. El club además destaca en el hockey sobre césped femenino.

## Jugadores destacados
Los Tarcos RC es el segundo equipo tucumano, tras Tucumán Rugby Club, que más jugadores aportó a los Pumas.
- Luis Molina (1978–1987): jugó los mundiales de Nueva Zelanda 1987 e Inglaterra 1991.
- Pablo Buabse (1982–1999): jugó los mundiales de Inglaterra 1991 y Sudáfrica 1995.
- 1987.
- Santiago Portillo (2014–2016): juega en Jaguares y jugó en los Pumas en 2016.
- Mateo Carreras (2020- actualidad) Disputó el mundial de Francia 2023.

## Palmarés
| Torneos oficiales                | Torneos oficiales                                                 |
| Competición                      | Títulos                                                           |
| -------------------------------- | ----------------------------------------------------------------- |
| Anual Tucumano (11)              | 1966, 1967, 1969, 1975, 1976, 1983, 1984, 1985, 1986, 1987, 1994. |
| Torneo Regional del Noroeste (3) | 2004, 2016 y 2018.                                                |
| Torneo del Interior "A" (1)      | 2016.                                                             |

- Campeón Nacional de Clubes Campeones año 1987
- Subcampeón del Torneo Nacional de Clubes (1): 2004.